# 莱穆瓦捷达洛讷
莱穆瓦捷达洛讷（法語：Les Moitiers-d'Allonne，法語發音：[le mwatje dalɔn]）是法国芒什省的一个市镇，属于瑟堡区。

## 地理
莱穆瓦捷达洛讷（49°24'6"N, 1°46'46"W）面积17.21 平方千米，位于法国诺曼底大区芒什省，该省份为法国西北部沿海省份，西、北、东北三面环大西洋，东起顺时针与卡爾瓦多斯省、奧恩省、马耶讷省和伊勒-维莱讷省接壤。
与莱穆瓦捷达洛讷接壤的市镇（或旧市镇、城区）包括：博比尼、巴讷维尔-卡特雷、拉艾代克托、塞诺维尔、博蒙地区索尔托斯维尔。

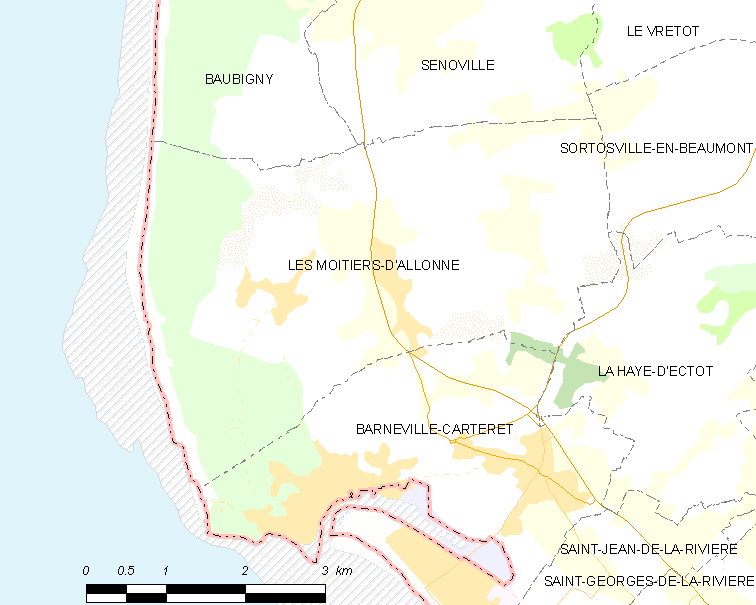
莱穆瓦捷达洛讷的OSM定位图

莱穆瓦捷达洛讷的时区为UTC+01:00、UTC+02:00（夏令时）。

## 行政
莱穆瓦捷达洛讷的邮政编码为50270，INSEE市镇编码为50332。

## 政治
莱穆瓦捷达洛讷所属的省级选区为莱皮约县。

## 人口

1962-2008年间莱穆瓦捷达洛讷人口变化图示

莱穆瓦捷达洛讷于2022年1月1日时的人口数量为730人。